# Aloe aristata
Aloe aristata ou Aristaloe aristata é uma espécie de aloe, pertencente à família  Xanthorrhoeaceae. Aristata significa "ponta longa" ou "barba", e designa a característica deste Aloe que apresenta folhas com pontas finas, ficando ainda mais fina quando sofre de falta de água, podendo fechar-se sobre si, diminuindo o volume das folhas.
Originária da África do Sul, como os outros aloes, esta espécie pode ser encontrada naturalmente até aos países limítrofes.
Com rosetas de dez a quinze cm, é considerada uma espécie pequena ideal para vasos. Propaga-se por propagação de rebentos que nascem na base, chegando a produzir proporcionalmente mais rebentos com um vaso pequeno ou um terreno mais pobre.
Floresce na primavera, produzindo hastes de cerca de 75 cm de altura.